# Moripa
Moripa (Lagopus scotica) är en fågel i familjen fasanfåglar inom ordningen hönsfåglar.

## Utbredning och systematik
Moripa förekommer i Storbritannien och på Irland. Den är en stannfågel som lever på kallfjällen i norra och västra Storbritannien, samt på Irland. Den behandlas som monotypisk, det vill säga att den inte delas in i några underarter. Dess taxonomiska status har skiftat genom historien och har både behandlats som egen art eller som underart till dalripa (L. lagopus). Sedan 2024 urskiljs den som egen art av tongivande auktoriteter som IOC och även av Birdlife Sverige, baserat på genetiska och utseendemässiga skillnader.

### Inplantering i Sverige
År 1861 inplanterades nio par moripa i Göteborgstrakten och under 1860-talet fortsattes experimentet med fler utsatta individer i samma område. Bland annat inköpte Kungliga Skogsstyrelsen 50 individer från Aberdeenshire i Skottland, som planterades ut. De ska ha häckat och fött upp ungar. Hur länge de hölls moripa i Sverige och på hur stort område är oklart.

## Utseende

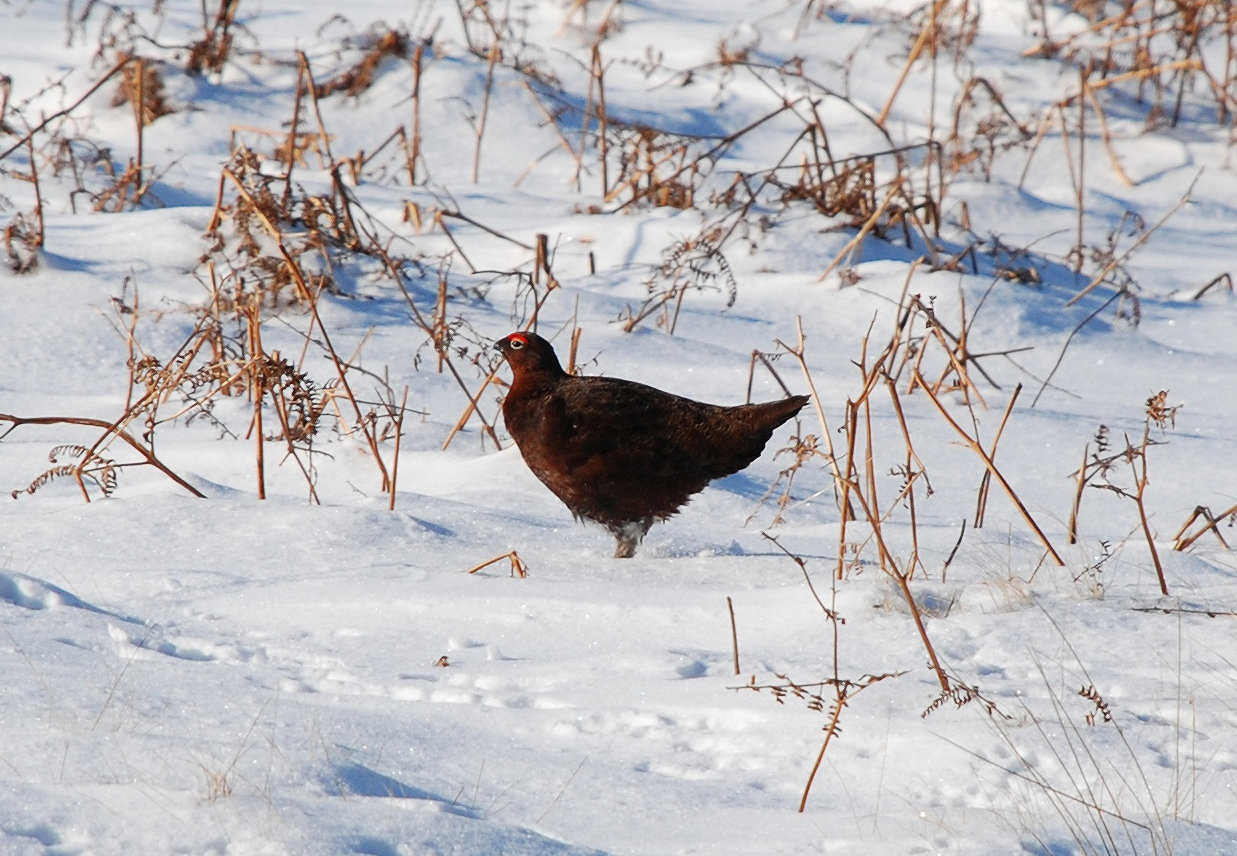
Till skillnad från dalripan ruggar inte moripan till en vit dräkt på vintern.

Moripa är till form, läte och beteende mycket lik dalripa men skiljer sig bland annat genom att ha rödbruna vingar och inte rugga till en vit vinterdräkt.

## Status och hot
IUCN erkänner den inte som art, varför den formellt inte placeras i någon hotkategori.